# Барђе
Барђе (итал. Barge) је насеље у Италији у округу Кунео, региону Пијемонт.
Према процени из 2011. у насељу је живело 3950 становника. Насеље се налази на надморској висини од 374 м.

## Становништво
| 1936. | 1951. | 1961. | 1971. | 1981. | 1991. | 2001. | 2011. |
| ----- | ----- | ----- | ----- | ----- | ----- | ----- | ----- |
| 8.900 | 8.140 | 7.368 | 6.897 | 7.078 | 7.057 | 7.211 | 7.980 |